# Ferrari F50
Ferrari F50 — двухместный суперкар, выпускавшийся итальянской автомобилестроительной компанией Ferrari в период с 1995 по 1997 год.
Имел центральное расположение двигателя. F50 была выпущена в 1995 году, чтобы отпраздновать 50-летие компании. Автомобиль двухдверный, двухместный кабриолет с жёсткой съёмной крышей. Двигатель получили в результате доработки 3,5-литрового мотора, который в Ferrari F1 использовали в сезонах 1992 г. и 1993 г. Для F50, однако, его рабочий объём увеличили до 4,7 л. На ранних этапах разработки в Ferrari экспериментировали с 4,2-литровым двигателем, но стало ясно: чтобы достичь плановых характеристик, необходимы ещё пол-литра. Двигатель атмосферный 60-клапанный двигатель V12, который был разработан на базе 3,5 л V12 использовавшегося в 1992 году на Ferrari F92A — автомобиле «Формулы-1».
Водитель и пассажир в находятся в коробе, к которому сзади крепится двигатель с 6-ступенчатой механической коробкой передач. Получается, что двигатель, коробка передач и короб составляют единое целое, а к нему уже подсоединяются кузов и подвеска. Газовые амортизаторы Ferrari F50 разработаны компанией Bilstein. Всего было выпущено 349 автомобилей.

## Масса

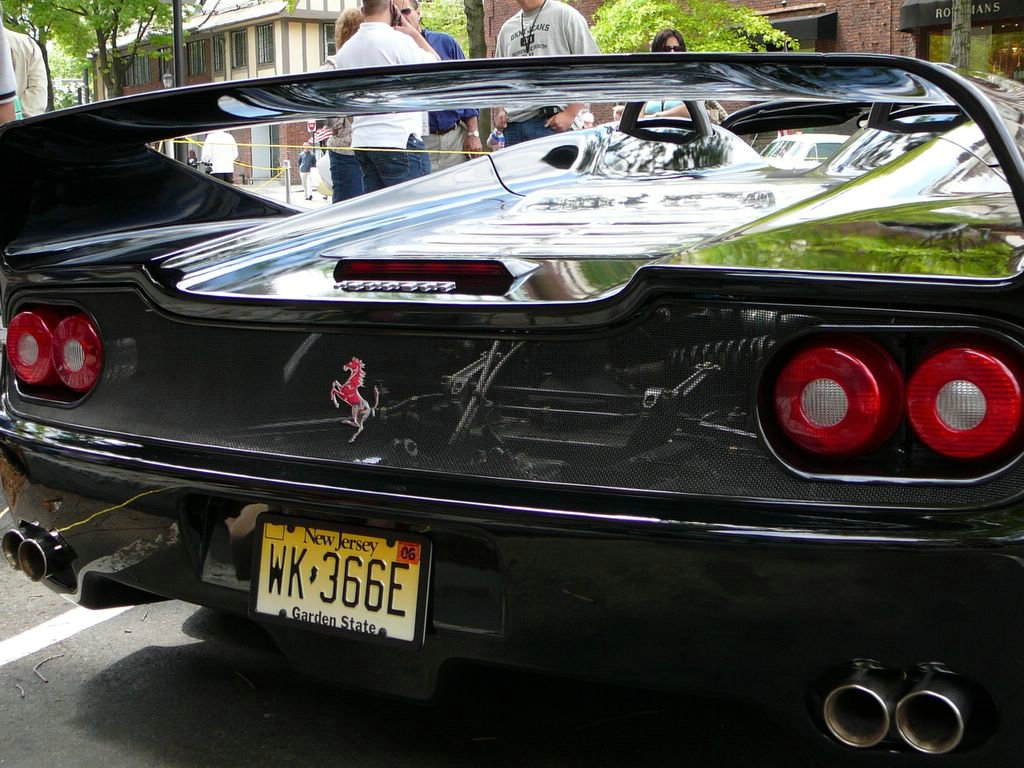
Вид сзади на F50

Вместо запланированных 975 кг автомобиль весил 1230 кг, что при удельной мощности 308,5 кВт/т (517 л. с.) практически не повлияло на динамические характеристики. Относительно низкий вес F50 обеспечило повсеместное использование композитов — углепластика, кевлара и полиамидных сот для максимума лёгкости и прочности. Впервые в истории у дорожного автомобиля подвеска, двигатель, детали арматуры коробки передач имели вставки из легкого сплава. Прежде это встречалось только на одноместных гоночных машинах. Для снижения массы убрали даже магнитофон, электрические стеклоподъёмники и коврики. Подвеска взята от «Формулы-1»: с сочленными розеткой поперечными рычагами и толкателями, действующие на управляемые с помощью электроники амортизаторы Bilstein. Они сделали езду в меру удобной, но могли в случае надобности автоматически увеличивать свою жёсткость. Вентилируемые дисковые тормоза из чугуна работали без помощи сервомотора или АБС. Они крепились болтами к титановым шпилькам ради посильного уменьшения массы. Той же цели служили колеса Speedline из магниевого сплава, которые позволяли на 25 % сократить неподрессорный вес.

## Ferrari F50 GT
После F50 в Ferrari захотели ещё большего успеха и в 1996 году был выпущен гоночный прототип автомобиля под названием F50 GT, который разрабатывался для участия в соревнованиях серии BPR Global GT. Из внешних изменений можно отметить новое заднее антикрыло. Что касается технических характеристик, то мощность двигателя спорткара была увеличена до 750 л. с. при 10500 об/мин, максимальная скорость составила 380 км/ч. Разгон до 100 км/ч занимал всего 3 секунды. Однако модель решили не запускать в производство. Всего было собрано 4 автомобиля F50 GT: один прототип и три были собраны под заказ для частных клиентов.